# Александра Бірува
Александра Бірува (словац. Alexandra Bíróová; нар. 13 липня 1991, Дунайська Стреда, Словаччина) — словацька футболістка, захисниця та півзахисниця клубу автсрійської Бундесліги «Санкт-Пельтен» та національної збірної Словаччини.

## Клубна кар'єра
Розпочала свою кар'єру в ДАК 1904 (Дунайська Стреда), а в 2008 році приєдналася до «Слован Душло» (Шаля). 7 серпня 2009 року вирішила покинути Словаччину й приєдналася до «Нойнленгбах». У футболці «Слована Душло» та «Нойнленгбаха» виступала в жіночій Лізі чемпіонів УЄФА. У 2015 році приєдналася до ФСК «Санкт-Пельтен», який наступного року увійшов до структури СКН «Санкт-Пельтен».

## Кар'єра в збірній
Виступає за національну збірну Словаччини. 10 квітня 2021 року провела свій 100-й матч за національну збірну, в нічийному (0:0) поєдинку проти Мексики.

### Голи за збірну
| Змагання              | Стадія       | Дата       | Місце    | Суперник  | Голи | Результат | Підсумковий |
| --------------------- | ------------ | ---------- | -------- | --------- | ---- | --------- | ----------- |
| Чемпіонат світу 2015  | кваліфікація | 2014–05–08 | Оснабрюк | Німеччина | 1    | 1–9       | 1           |
| Чемпіонат Європи 2017 | кваліфікація | 2015–10–22 | Сенець   | Молдова   | 1    | 4–0       | 2           |
| Чемпіонат Європи 2017 | кваліфікація | 2015–12–01 | Оргіїв   | Молдова   | 1    | 4–0       | 2           |

## Досягнення
- Бундесліга
  -  Чемпіон (8): 2009/10, 2010/11, 2011/12, 2012/13, 2013/14, 2015/16, 2016/17, 2017/18

- Кубок Австрії
  -  Володар (6): 2009/10, 2010/11, 2011/12, 2015/16, 2016/17, 2017/18